# 10
Năm 10 là một năm trong lịch Julius.

## Sinh
- Heron xứ Alexandria